# Alana
Alana je ženské jméno, obdoba jména Alena[zdroj?], svátek má 14. srpna jako Alan. 

## Zdrobněliny
Alanka, Aluška, Lanka

## Známé Alany
- Alana Blanchardová (* 1990) – americká profesionální surfařka
- Alana Hanousková (* 1956) – československá skibobistka
- Alana Stewartová (* 1945) – americká herečka a modelka